# Koszatka
Koszatka (Dryomys) – rodzaj ssaków z podrodziny koszatek (Leithiinae) w obrębie rodziny popielicowatych (Gliridae).

## Rozmieszczenie geograficzne
Rodzaj obejmuje gatunki występujące w Eurazji.

## Morfologia
Długość ciała (bez ogona) 83–103 mm, długość ogona 48–96 mm, długość ucha 11–20 mm, długość tylnej stopy 15,1–23,5 mm; masa ciała 17–43 g.

## Systematyka
Rodzaj zdefiniował w 1906 roku angielski zoolog Oldfield Thomas w artykule zatytułowanym Badania zoologiczne księcia Bedford w Azji Wschodniej. – I. Wykaz odłowionych ssaków, opublikowanym w czasopiśmie „Proceedings of the Zoological Society of London”. Gatunkiem typowym jest (oznaczenie monotypowe) koszatka leśna (D. nitedula).

### Etymologia
- Dryomys: gr. δρυς drus, δρυος druos ‘drzewo, zwłaszcza dąb’[9]; μυς mus, μυος muos ‘mysz’[10].
- Dyromys: anagram nazwy rodzaju Dryomys O. Thomas, 1906[2].
- Afrodryomys: łac. Afer, Afra ‘afrykański’, od Africa ‘Afryka’[11]; rodzaj Dryomos O. Thomas, 1906 (koszatka). Gatunek typowy (oryginalne oznaczenie): †Dryomys chaabi Jaeger, 1977.

### Podział systematyczny
Do rodzaju należą następujące występujące współcześnie gatunki:
| Grafika | Gatunek             | Autor i rok opisu     | Nazwa zwyczajowa        | Podgatunki         | Rozmieszczenie geograficzne | Podstawowe wymiary                              | Status IUCN |
| ------- | ------------------- | --------------------- | ----------------------- | ------------------ | --- | ----------------------------------------------- | ----------- |
|         | Dryomys nitedula    | (Pallas, 1778)        | koszatka leśna          | gatunek monotypowy | od wschodniej Szwajcarii przez Europę (rozłączna populacja w południowych Włoszech), Anatolię i Kaukaz do środkowej Rosji, zachodniej Mongolii i zachodniej Chińskiej Republiki Ludowej; zakres wysokości: około 2300 m n.p.m. | DC: 7,9–10,3 cm DO: 6,6–10,1 cm MC: brak danych | LC          |
|         | Dryomys laniger     | Felten & Storch, 1968 | koszatka wełnista       | gatunek monotypowy | endemit Turcji: zachodnie góry Taurus i wschodnia Anatolia; zakres wysokości: 1620–2950 m n.p.m. | DC: 8,6–9,6 cm DO: 4,8–7,6 cm MC: 17–32 g       | DD          |
|         | Dryomys niethammeri | Holden, 1996          | koszatka beludżystańska | gatunek monotypowy | endemit Pakistanu: znany od północno-wschodniej Kwety, doliny Urak i Ziarat (Beludżystan); zakres wysokości: 1980–2590 m n.p.m.                                                                                                | DC: 9,9–10,3 cm DO: około 9,3 cm MC: 33–38 g    | VU          |

Kategorie IUCN:  LC  – gatunek najmniejszej troski,  VU  – gatunek narażony,  DD  – gatunki o nieokreślonym stopniu zagrożenia.
Opisano również gatunki wymarłe:
- Dryomys ambiguus Lavocat, 1961[14] (Maroko; miocen)
- Dryomys apulus Freudenthal & Martín-Suárez, 2006[15] (Włochy; miocen)
- Dryomys chaabi Jaeger, 1977[16] (Maroko; miocen)
- Dryomys tosyaensis Ünay-Bayraktar & De Bruijn, 1998[17] (Turcjal; plejstocen).